# Щёкино (Верховажский район)
Щёкино — деревня в Верховажском районе Вологодской области.
Входит в состав Чушевицкого сельского поселения, с точки зрения административно-территориального деления — в Чушевицкий сельсовет.
Расстояние по автодороге до районного центра Верховажья — 42,8 км, до центра муниципального образования Чушевиц — 1 км. Ближайшие населённые пункты — Берег, Чушевицы, Паюс, Басайлово.
По переписи 2002 года население — 57 человек (28 мужчин, 29 женщин). Всё население — русские.